# Открытый чемпионат России по плаванию 2008
Открытый чемпионат России по плаванию 2008 года прошёл с 8 по 11 февраля в Санкт-Петербурге в бассейне «Центр плавания» (50 м).
По итогам чемпионата был назван состав сборной России для участия в чемпионате Европы по водным видам спорта (Эйндховен). Лучшими спортсменами чемпионата стали Анастасия Зуева и Никита Лобинцев.

## Призёры

### Мужчины

#### 50 м, вольный стиль
Сергей Фесиков (Калужская область — Пензенская область) — 22,45

 Евгений Лагунов (Архангельская область — Санкт-Петербург-1) — 22,49

 Андрей Гречин (Санкт-Петербург-1 — Алтайский край) — — 0.22,62

#### 100 м, вольный стиль
Андрей Гречин (Санкт-Петербург-1 — Алтайский край) — 49,31

 Евгений Лагунов (Архангельская область — Санкт-Петербург-1) — 49,34

 Андрей Капралов (Санкт-Петербург-1 — Приморский край) — 49,66

#### 200 м, вольный стиль
Никита Лобинцев (Самарская область — Свердловская область) — 1.47,53

 Евгений Лагунов (Архангельская область — Санкт-Петербург-1) — 1.48,62

 Данила Изотов (Свердловская область) — 1.49,07

#### 400 м, вольный стиль
Никита Лобинцев (Самарская область — Свердловская область) — 03.46,44

 Юрий Прилуков (Самарская область — Свердловская область) — 03.47,91

 Сергей Большаков (Удмуртия) — 03.52,61

#### 800 м, вольный стиль
Никита Лобинцев (Самарская область — Свердловская область) — 07.53,30

 Сергей Большаков (Удмуртия) — 08.02,71

 Илья Ларин (Санкт-Петербург-1) — 08.06,06

#### 1500 м, вольный стиль
Сергей Большаков (Удмуртия) — 15.14,38

 Владимир Дятчин (Московская область — Липецкая область) — 15.23,85

 Виталий Романович (Волгоградская область) — 15.32,00

#### 50 м на спине
Сергей Фесиков (Калужская область — Пензенская область) 26,04

 Дмитрий Смирнов (Санкт-Петербург-1) — 26,16

 Сергей Маков (Алтайский край — Красноярский край) — 26,18

#### 100 м на спине
Станислав Донец (Ульяновская область — Самарская область) — 55,76

 Дмитрий Смирнов (Санкт-Петербург-1) — 55,97

 Евгений Алёшин (Нижегородская область) — 56,11

#### 200 м на спине
Аркадий Вятчанин (Ростовская область — Коми) — 02.00,45

 Павел Комаров (Приморский край — Воронежская область) — 02.01,42

 Станислав Донец (Ульяновская область — Самарская область) — 02.01,52

#### 50 м, брасс
Сергей Гейбель Новосибирская область) — 28,41

 Филипп Проворков ( Эстония) — 28,86

 Евгений Рыжков (Казахстан) — 28,94

#### 100 м, брасс
Григорий Фалько (Санкт-Петербург-1) — 01.01,62

 Роман Слуднов (Омская область) — 01.02,13

 Андрей Иванов (Санкт-Петербург-1) — 01.02,14

#### 200 м, брасс
Андрей Иванов (Санкт-Петербург-1) — 02.13,06

 Григорий Фалько (Санкт-Петербург-1) — 02.13,27

 Сергей Герасимов (Омская область) — (Новосибирская область) — 02.13,58

#### 50 м, баттерфляй
Николай Скворцов (Калужская область — Пензенская область) — 24,17

 Игорь Марченко (Санкт-Петербург-1 — Ростовская область) — 24,43

 Павел Королёв (Санкт-Петербург-2) — 24,59

#### 100 м, баттерфляй
Николай Скворцов (Калужская область — Пензенская область) — 52,83

 Игорь Марченко (Санкт-Петербург-1 — Ростовская область) — 53,21

 Максим Ганихин (Ростовская область — Тюменская область) — 53,67

#### 200 м, баттерфляй
Николай Скворцов (Калужская область — Пензенская область) — 01.56,39

 Максим Ганихин (Ростовская область — Тюменская область) — 01.59,99

 Андрей Крылов (Москва-1) — 02.00,08

#### 200 м, комплексное плавание
Александр Тихонов (Челябинская область — ХМАО — Югра) — 02.02,35

 Андрей Крылов (Москва-1) — 02.02,35

 Алексей Зацепин (Татарстан) — 02.04,37

#### 400 м, комплексное плавание
Александр Тихонов (Челябинская область — ХМАО — Югра) — 04.17,96

 Юрий Прилуков (Самарская область — Свердловская область) — 04.18,05

 Андрей Крылов (Москва-1) — 04.18,60

#### Эстафета 4 × 100 м, вольный стиль
Санкт-Петербург-1 (Гречин Андрей, Андрей Капралов, Александр Сухоруков, Евгений Лагунов) — 3.21,54

 Пензенская область (Сергей Фесиков, Николай Скворцов, Дмитрий Калёнов, Кирилл Зубов) — 3.23,21

 Уральский ФО (Альберт Мальцев, Александр Тихонов, Иван Брюхин, Данил Изотов) — 3.25,92

#### Эстафета 4 × 200 м, вольный стиль
Самарская область (Никита Лобинцев, Юрий Прилуков, Антон Назаров, Владимир Брюхов) — 7.22,47

 Москва-1 (Михаил Полищук, Григорий Степанов, Артём Дружкин, Антон Степанов) — 7.25,42

 Москва-2 (Борис Тиматков, Артём Лобузов, Юрий Задворный, Александр Селин) — 7.26,45

#### Комбинированная эстафета 4 × 100 м
Санкт-Петербург-1 (Дмитрий Смирнов, Григорий Фалько, Игорь Марченко, Евгений Лагунов) — 3.42,05

 Пензенская область (Виталий Борисов, Михаил Ермолаев, Николай Скворцов, Сергей Фесиков) — 3.42,50

 Сибирский ФО (Рустам Рыбин, Сергей Гейбель, Евгений Нацвин, Иван Усов) — 3.43,47

### Женщины

#### 50 м, вольный стиль
Анастасия Аксёнова (Пензенская область — Коми) — 25,80

 Светлана Федулова (Санкт-Петербург-1 — Коми) — 26,06

 Екатерина Боровикова (Омская область) — 26,29

#### 100 м, вольный стиль
Ольга Ключникова (Пензенская область) — 55,88

 Анастасия Аксёнова (Пензенская область — Коми) — 56,34

 Кира Володина (Ульяновская область — Самарская область) — 0.56,37

#### 200 м, вольный стиль
Дарья Белякина (Рязанская область) — 1.59,84

 Кира Володина (Ульяновская область — Самарская область) — 2.00,48

 Наталья Шалагина (Свердловская область) — 2.01,89

#### 400 м, вольный стиль
Дарья Белякина (Рязанская область) — 04.12,17

 Елена Соколова (Москва-1) — 04.12,19

 Татьяна Пономаренко (Омская область) — 04.16,88

#### 800 м, вольный стиль
Елена Соколова (Москва-1) — 08.43,73

 Лариса Ильченко (Волгоградская область) — 08.46,92

 Екатерина Селиверстова (Москва-1) — 08.50,10

#### 1500 м, вольный стиль
Екатерина Селиверстова (Москва-1) — 16.40,64

 Ксения Попова (Московская область — Липецкая область) — 16.53,55

 Мария Булахова (Волгоградская область) — 16.59,32

#### 50 м на спине
Анастасия Зуева (Московская область — Пензенская область) — 0.28,26 РР

 Ксения Москвина (ЯНАО) — 0.29,13

 Станислава Комарова (Москва-1) — 0.29,81

#### 100 м на спине
Анастасия Зуева Московская область — Пензенская область) — 0.59,64 РЕ

 Ксения Москвина (ЯНАО) — 01.02,36

 Мария Никитина (Москва-1) — 01.02,42
В полуфинале Зуева установила рекорд России — 1.00,09, побив достижение Нины Живаневской 1.00,83, которое держалось 13,5 лет.

#### 200 м на спине
Анастасия Зуева Московская область — Пензенская область) — 02.09,84

 Станислава Комарова (Москва-1) — 02.13,52

 Мария Никитина (Москва-1) — 02.15,98

#### 50 м, брасс
Валентина Артемьева (Новосибирская область) — 0.31,67

 Елена Богомазова (Санкт-Петербург-1 — Ростовская область) — 0.31,70

 Юлия Ефимова (Ростовская область) — 0.31,85

#### 100 м, брасс
Юлия Ефимова (Ростовская область) — 01.08,34

 Елена Богомазова (Санкт-Петербург-1 — Ростовская область) — 01.09,45

 Алёна Алексеева Новосибирская область — Кемеровская область) — 01.10,01

#### 200 м, брасс
Юлия Ефимова (Ростовская область) — 02.25,49

 Алёна Алексеева Новосибирская область — Кемеровская область) — 02.27,13

 Ольга Детенюк (Волгоградская область — Приморский край) — 02.27,97

#### 50 м, баттерфляй
Валентина Артемьева (Новосибирская область) — 0.27,00

 Василиса Владыкина (Омская область) — 0.27,32

 Кристина Осипова (Ярославская область — Костромская область) — 0.27,46

#### 100 м, баттерфляй
Наталья Сутягина (Пензенская область) — 0.59,24

 Ирина Беспалова (Архангельская область — Санкт-Петербург-1) — 0.59,65

 Анна Полякова (Вологодская область) — 01.01,24

#### 200 м, баттерфляй
Яна Мартынова (Татарстан) — 02.10,52

 Анна Киселёва (ХМАО — Югра) — 02.13,96

 Ирина Беспалова (Архангельская область — Санкт-Петербург-1) — 02.15,02

#### 200 м, комплексное плавание
Дарья Белякина (Рязанская область) — 02.15,06

 Ольга Шульгина (Санкт-Петербург-1) — 02.15,62

 Виктория Андреева (Санкт-Петербург-2) — 02.17,11

#### 400 м, комплексное плавание
Яна Мартынова (Татарстан) — 04.42,07

 Татьяна Быстрова (Санкт-Петербург-1) — 04.50,74

 Елена Карпеева (Омская область) — 04.54,45

#### Эстафета 4 × 100 м, вольный стиль
Омская область (Василиса Владыкина, Екатерина Боровикова, Елена Римская, Агата Волощук) — 3.49,22

 Уральский ФО (Полина Киселёва, Наталья Миселимян, Анна Киселёва, Наталья Шалагина) 03.49,65

 Пензенская область (Анастасия Аксёнова, Виктория Малютина, Екатерина Рвянина, Ольга Ключникова) — 3.49,68

#### Эстафета 4 × 200 м, вольный стиль
Пензенская область (Виктория Малютина, Оксана Шлапакова, Анастасия Аксёнова, Ольга Ключникова) — 8.15,70

 Омская область (Татьяна Пономаренко, Елена Римская, Екатерина Боровикова, Василиса Владыкина) — 8.20,07

 Свердловская область Полина Киселёва, Екатерина Плещева, Наталья Шестакова, Наталья Шалагина) — 8.24,97

#### Комбинированная эстафета 4 × 100 м
Пензенская область (Анастасия Зуева, Екатерина Уйменова, Наталья Сутягина, Анастасия Аксёнова) — 4.08,79

 Центральный ФО-1 (Дарья Белякина, Анастасия Зяблова, Ксения Громова, Маргарита Нестерова) — 4.13,72

 Санкт-Петербург-1 (Ирина Дудник, Елена Богомазова, Ирина Беспалова, Ольга Шульгина) — 4.13,75